# Serious Moonlight (David Bowie)
Serious Moonlight is een concertfilm van de Britse muzikant David Bowie, gefilmd op de Serious Moonlight Tour van de zanger in Vancouver op 12 september 1983. In 1984 werd de video uitgebracht op VHS en in 2006 op Dvd. De film bevat de meeste nummers die tijdens het concert gespeeld zijn, met uitzondering van "Star", "Stay", "The Jean Genie", "Red Sails" en "Modern Love" vanwege tijdgebrek. Deze nummers verschenen ook niet op de DVD-uitgave.
Een liveversie van "Modern Love" (alleen audio), opgenomen tijdens een show in Montreal, werd gebruikt als de B-kant van de single-uitgave van hetzelfde nummer. Deze versie is op de DVD te vinden als achtergrondmuziek bij de fotogalerij. De DVD bevat ook de documentaire/concertfilm Ricochet uit 1984, waarin Bowie's belevenissen tijdens zijn Aziatische Serious Moonlight Tour in Hongkong, Singapore en Bangkok gevolgd worden. Deze documentaire werd halverwege de jaren '80 ook uitgebracht op home video, apart van de video "Serious Moonlight".

## Tracklist
- Alle nummers geschreven door Bowie, tenzij anders aangegeven.

1. "Introduction"
2. "Look Back in Anger" (Bowie/Brian Eno) (van Lodger, 1979)
3. "Heroes" (Bowie/Eno) (van "Heroes", 1977)
4. "What in the World" (van Low, 1977)
5. "Golden Years" (van Station to Station, 1976)
6. "Fashion" (van Scary Monsters (and Super Creeps), 1980)
7. "Let's Dance" (van Let's Dance, 1983)
8. "Breaking Glass" (Bowie/Dennis Davis/George Murray) (van Low)
9. "Life on Mars?" (van Hunky Dory, 1971)
10. "Sorrow" (Bob Feldman/Jerry Goldstein/Richard Gottehrer) (van Pin Ups, 1973)
11. "Cat People (Putting Out Fire)" (Bowie/Giorgio Moroder) (van Let's Dance)
12. "China Girl" (Bowie/Iggy Pop) (van Let's Dance)
13. "Scary Monsters (and Super Creeps)" (van Scary Monsters (and Super Creeps))
14. "Rebel Rebel" (van Diamond Dogs, 1974)
15. "White Light/White Heat" (Lou Reed) (van The Velvet Underground-album White Light/White Heat, 1968)
16. "Station to Station" (van Station to Station)
17. "Cracked Actor" (van Aladdin Sane, 1973)
18. "Ashes to Ashes" (van Scary Monsters (and Super Creeps))
19. "Space Oddity/Band Introduction" (van David Bowie, 1969)
20. "Young Americans" (van Young Americans, 1975)
21. "Fame" (Bowie/John Lennon/Carlos Alomar) (van Young Americans)